# Tunnel unter der BAB 8
Der Tunnel unter der BAB 8 ist ein 378 m (Streckenkilometer 59,962 bis 60,340) langer Eisenbahntunnel der Schnellfahrstrecke Wendlingen–Ulm.

## Lage
Der zweigleisige Tunnel liegt auf der Gemarkung von Machtolsheim, einem Stadtteil der Stadt Laichingen. Er unterquert die namensgebende A 8. Im westlichen Abschnitt des Tunnels sind die beiden Gleisachsen durch eine Mittelwand getrennt.

## Planung
Der Tunnel liegt im Planfeststellungsabschnitt 2.3 der Neubaustrecke. Für diesen Abschnitt lag im November 2008 das Baurecht vor.
Der Tunnel hat ein Rechteckprofil erhalten und ist in offener Bauweise entstanden. Der Ausbruchsquerschnitt beträgt 187 Quadratmeter. Für den Rohbau wurden 15 bis 17 Monate angesetzt.

## Vergabe und Bau
Der Streckenabschnitt zwischen Merklingen und Hohenstadt, zu dem der Tunnel gehört, wurde Anfang 2015 für rund 87 Millionen Euro an eine Arbeitsgemeinschaft der Bauunternehmen Leonhard Weiss (federführend, Göppingen) und Bauer Spezialtiefbau (Schrobenhausen) vergeben.
Im Zuge der Bauvorbereitungen wurden Straßen verlegt. Der Baubeginn war am 18. August 2015. Im August 2015 wurde für den Tunnel die Richtungsfahrbahn Karlsruhe/Stuttgart der A 8 verlegt. Die Verlegung der Gegenfahrbahn folgte danach. Die Rückverlegungen fand Mitte 2017 statt.
Aufgrund der Anforderung der TSI SRT, wonach zwei aufeinander folgende Tunnel als ein Tunnel zu betrachten sind, wenn diese weniger als die maximale Zuglänge zuzüglich 100 m entfernt sind (hier: Abstand zum Steinbühltunnel), wurde im Zuge eines im August 2017 veröffentlichten Nachtrags ein zusätzlicher Rettungsplatz für rund 510.000 Euro erforderlich. Der Rettungsplatz hat eine Grundfläche von 500 m² und ist vor dem Ostportal, unterhalb der Autobahn, angeordnet. Der Tunnel ist im Übrigen in Richtung Stuttgart bereits als Notbremsüberbrückungsbereich ausgewiesen.